# Cydrela decidua
Cydrela decidua är en spindelart som beskrevs av Pakawin Dankittipakul och Rudy Jocqué 2006. Cydrela decidua ingår i släktet Cydrela och familjen Zodariidae.
Artens utbredningsområde är Thailand. Inga underarter finns listade i Catalogue of Life.